# Criorhina grandis
Criorhina grandis är en tvåvingeart som beskrevs av Jon C. Lovett 1921. Criorhina grandis ingår i släktet pälsblomflugor, och familjen blomflugor. Inga underarter finns listade i Catalogue of Life.